# 盲目少女
「盲目少女」（もうもくしょうじょ）は、日本のヴィジュアル系バンド、R指定が2008年10月9日にインディーズで発売した、通算1枚目となるビデオ・シングル。

## 概要
R指定初シングル。ビデオ・シングルは本作のみ。

## 収録曲
1. 盲目少女
後に、2ndミニアルバム『裏音源盤。』に収録され、初の音源化となった。
13thシングル「スロウデイズ」の初回限定盤のDVDには、ツアー『サラバココロノ病ミ』の2012年6月10日の赤坂BLITZ公演のライブの映像が収録されている。本楽曲のミュージック・ビデオは本作の他にビデオ・クリップ集『裏映像盤。』にも収録されている。

## 収録アルバム
- 『裏音源盤。』(#1)

## 収録映像作品
- 『裏映像盤。』(#1)